# Xe tăng Type 96
Xe tăng chủ lực kiểu 96 (tiếng Trung: 96式主战坦克) là loại xe tăng chủ lực do Trung Quốc độc lập chế tạo. Xe được đưa vào sử dụng trong Quân Giải phóng Nhân dân Trung Quốc từ năm 1997. Đến năm 2008 đã có khoảng 1500 xe này được bàn giao cho quân đội Trung Quốc.

## Lịch sử phát triển
Đây là thế hệ xe tăng trung gian giữa xe tăng chủ lực thế hệ thứ hai và thế hệ thứ ba của Trung Quốc. Đại thể thì tăng chủ lực của Trung Quốc gồm 3 thế hệ. Thế hệ thứ nhất là xe tăng từ Liên Xô như T-54 và các biến thể của loại này do Trung Quốc chế tạo như xe tăng chủ lực Type 59 và Type 69. Thế hệ thứ hai được phát triển sau khi quan hệ giữa hai nước rạn nứt, đó là Type 80 và Type 88. Thế hệ xe tăng chủ lực thứ ba được phát triển từ thời Trung Quốc tiến hành hiện đại hóa quân đội với các đại biểu là Type 98 và Type 99. Tuy nhiên chi phí để sắm hai kiểu mới này rất cao. Và Type 96 ra đời với những tính năng chiến đấu gần bằng Type 98 và 99 nhưng chi phí thấp hơn.

## Biến thể

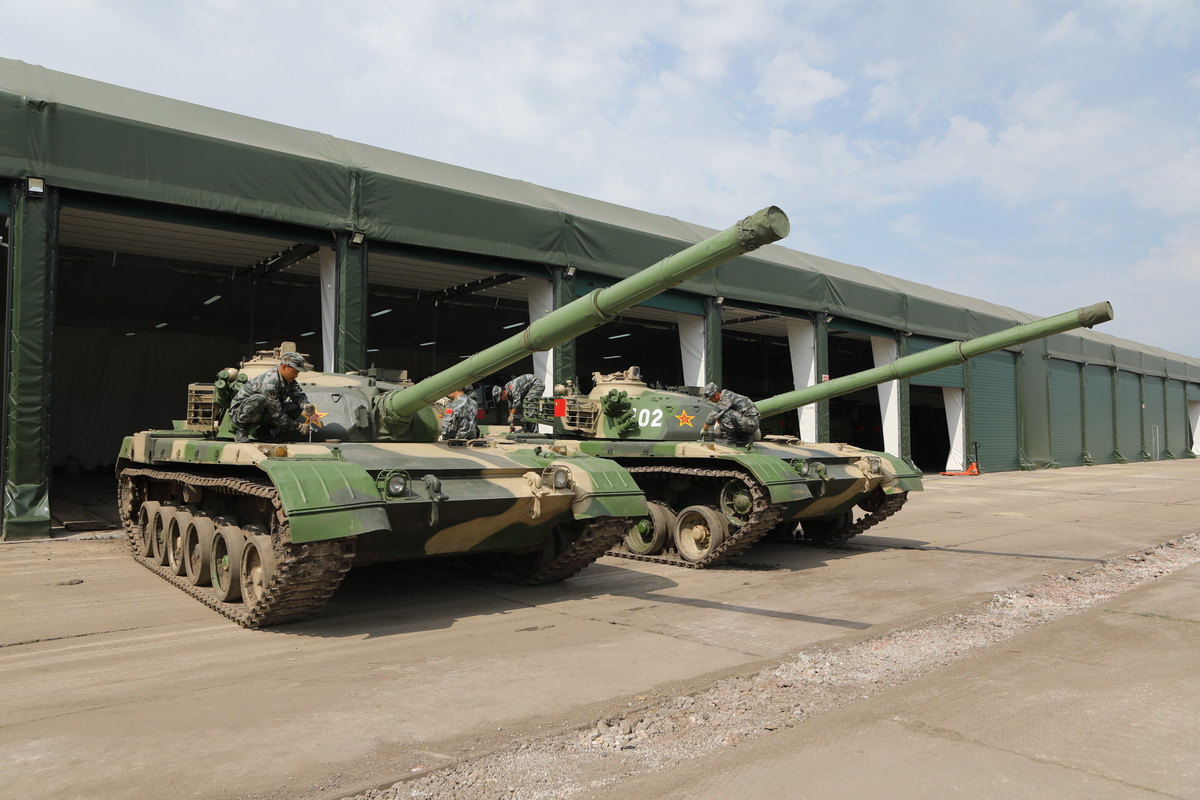
Type 96 trong biên chế

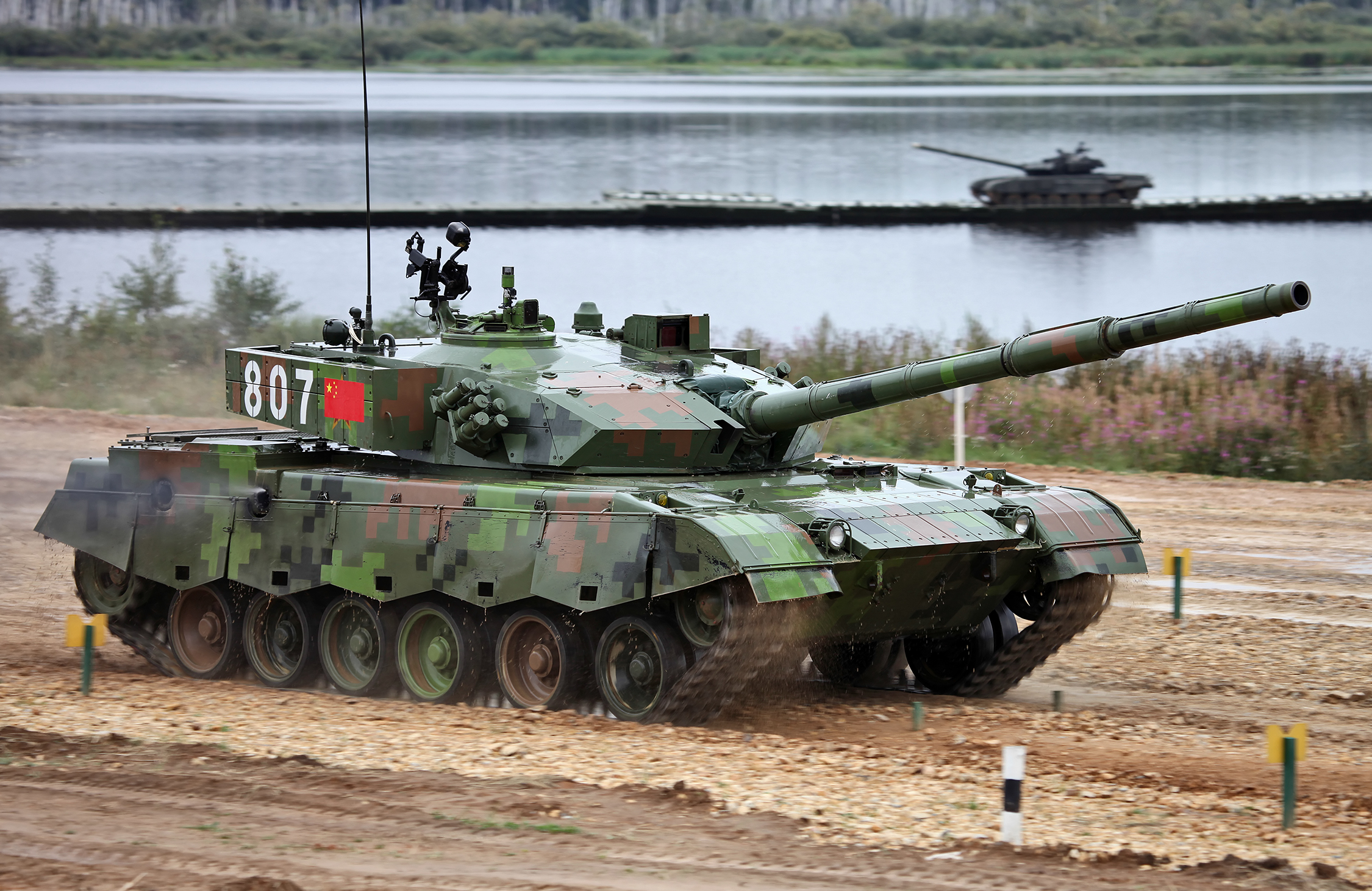
Type 96A tại cuộc thi xe tăng hành tiến 2014.

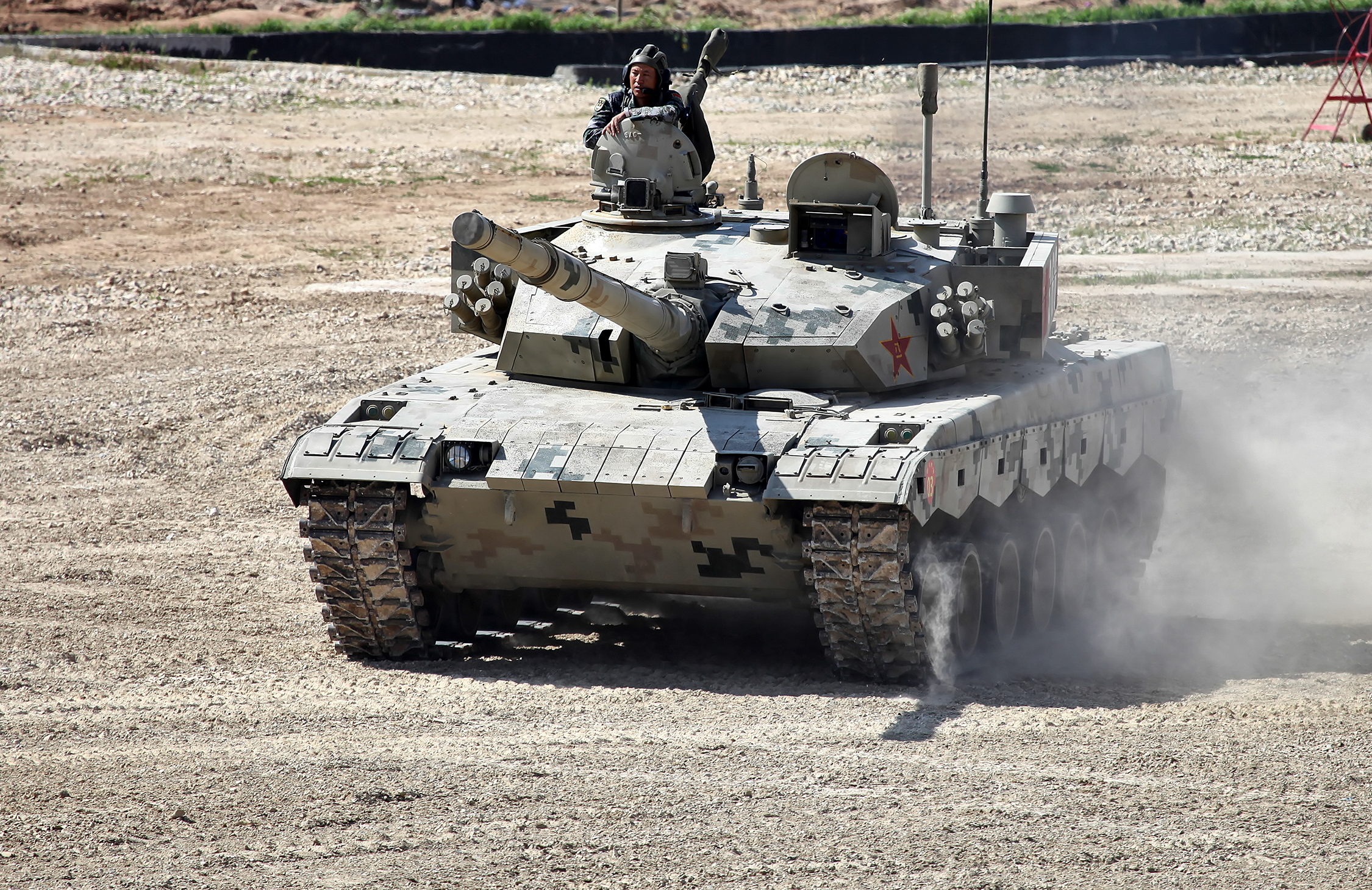
Type 96Btại cuộc thi xe tăng hành tiến 2017

### Type 96
Phiên bản nội địa của Type 85-IIM. Đôi khi được gọi nhầm là Type 88C. Được đổi tên thành Type 96 khi đưa vào biên chế của PLA. So với Type 85 và Type 88, Kiểu 96 có động cơ mạnh hơn, thiết bị điện tử cải tiến và tháp pháo kiểu phương Tây. Type 96 được PLA chấp nhận biên chế vào năm 1996.

### Type 96A
Mặt sau của thân xe bây giờ hoàn toàn bằng phẳng so với kiểu cơ sở Type 96. Type 96A được công bố lần đầu tiên vào năm 2006, nhưng các xe tăng trong biên chế lần đầu tiên được nhìn thấy trong một cuộc duyệt binh vào năm 2009.
Type 96A là bản nâng cấp thế hệ thứ ba của Type 96. Thiết bị điện tử bên trong có thể đã được nâng cấp lên tiêu chuẩn Type 99. Hình dạng trực quan của Type 96A tương tự như Type 99. Tuy nhiên, Type 96A có thể được phân biệt với Type 99 bằng vị trí của lái xe đặt bên trái thân xe. Giáp FY-4 ERA được thêm vào. Xe được trang bị máy ảnh nhiệt. Có động cơ được nâng cấp lên 800 mã lực (600 kW).
Hệ thống phòng thủ chủ động quang điện TCS-2, tương tự như Shtora, đã được lắp đặt. Thiết bị gây nhiễu có thể gây nhiễu tên lửa dẫn đường, máy đo khoảng cách và thiết bị định dạng của đối phương.

### Type 96B
Biến thể được nhìn thấy lần đầu tiên vào tháng 7 năm 2016 khi được đưa đến Nga để tham gia cuộc thi đấu xe tăng hành tiến 2016. Xe được trang bị động cơ cải tiến, pháo được cải tiến với hệ thống điều khiển hỏa lực nâng cấp, hệ thống truyền động, khung gầm, hệ thống thông gió, thông tin liên lạc và máy tính mới, hệ thống ống xả và hệ thống treo. So với các biến thể trước đây, hai ống xả ban đầu được đặt ở bên phải của thân xe nay được đặt ở phía sau thân xe với các lỗ thông khí. Type 96B có tốc độ tối đa 74 km/h.

### VT-2

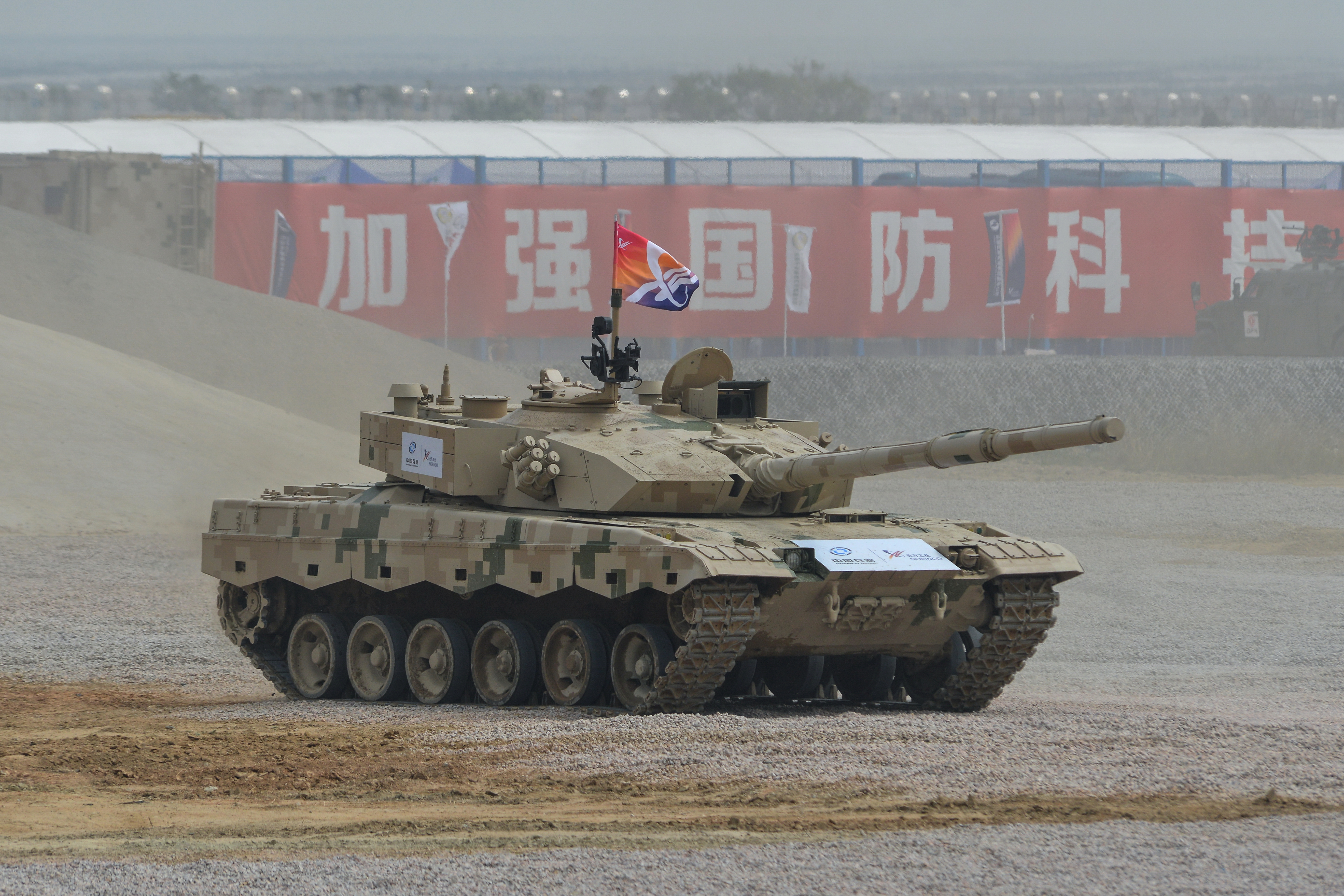
VT-2

Biến thể xuất khẩu của Type-96A. Ra mắt tại Triển lãm Châu Á về Dịch vụ Quốc phòng 2012. Có thể có tốc độ tối đa 70 km/h (trên đường bằng).

## Quá trình phục vụ

### Quân đội Trung Quốc
Vào đầu những năm 2000, Type 96 là lực lượng thiết giáp nòng cốt của PLA cho các đơn vị tác chiến cơ động. 31 xe tăng được bố trí trong biên chế một tiểu đoàn thiết giáp và 10 xe tăng được bố trí trong biên chế một đại đội.
Sau những cải cách của PLA vào năm 2017, Type 96 được biên chế trong tiểu đoàn hợp thành của các lữ đoàn hỗn hợp hạng nặng mới. Mỗi tiểu đoàn có hai đại đội xe tăng và hai đại đội bộ binh cơ giới, mỗi đại đội trang bị 14 xe.

### International Tank Biathlon

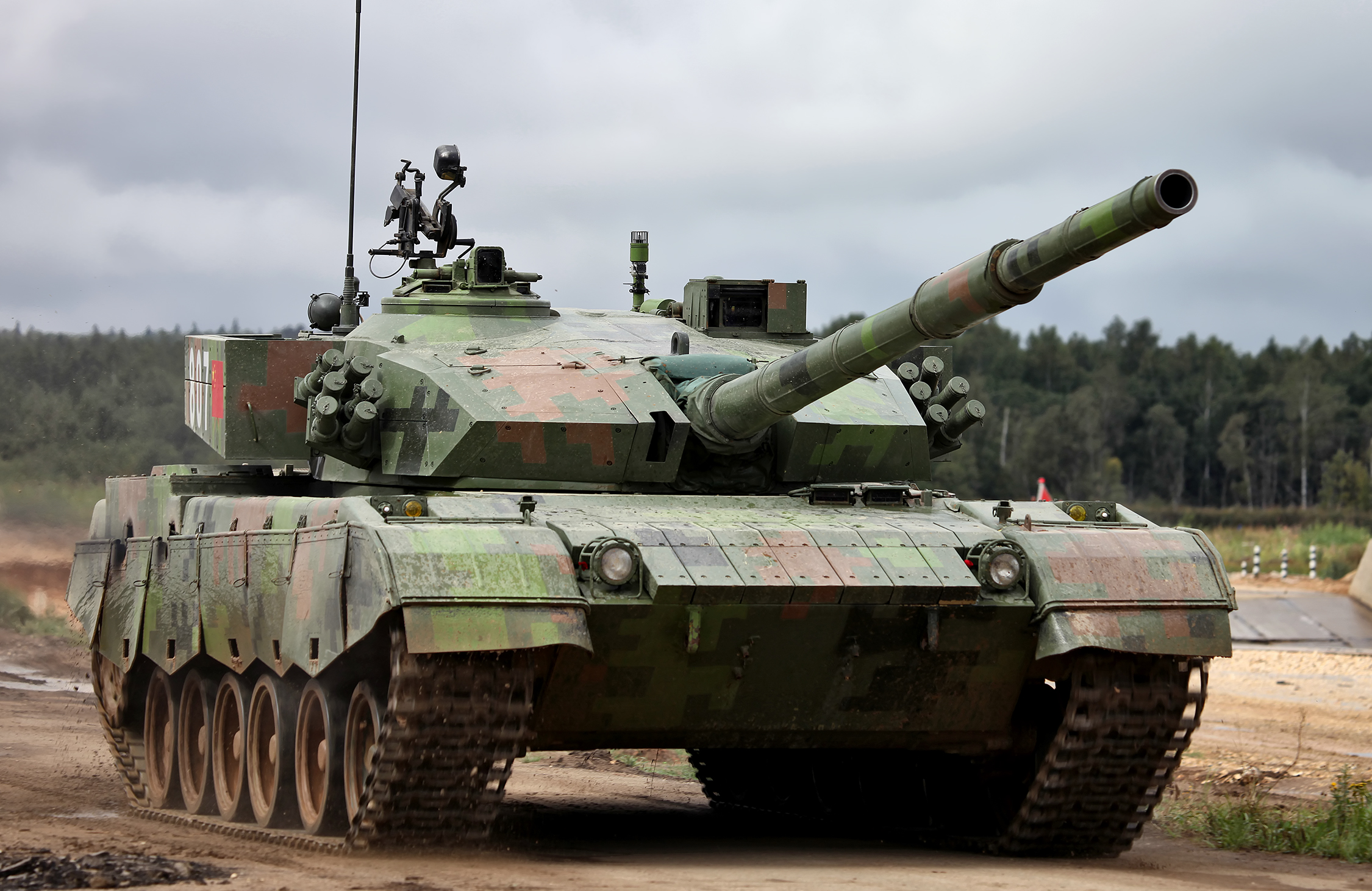
Type 96A tại cuộc thi xe tăng hành tiến 2014

Vào năm 2014, Trung Quốc đã tham gia cuộc thi xe tăng hành tiến do Nga đăng cai tổ chức với Type 96A, nơi nó cạnh tranh với T-72B3 của Nga, giành vị trí thứ ba. Trung Quốc lại tham gia vào năm 2015, đứng ở vị trí thứ hai. Năm 2016, Trung Quốc đã giành được một huy chương vàng (trong tổng số 23 huy chương vàng được trao).Trung Quốc một lần nữa lọt vào trận chung kết xe tăng hành tiến vào năm 2021.

## Nhà khai thác
- Trung Quốc
  - Lục quân quân Giải phóng Nhân dân Trung Quốc - 36+ tiểu đoàn trang bị Type 96A (khoảng 1.500 chiếc), 31+ tiểu đoàn trang bị Type 96 (khoảng 1.000 chiếc) tính đến tháng 12 năm 2015.[1]

### Quốc gia được viện trợ
- Campuchia

### Xe tăng cùng phát triển
- Type 99

### Xe tăng có thể so sánh
- T-72B3M
- Al Khalid
- T-90
- PT-91 Twardy
- Oplot
- M1 Abrams